# Gouvernement Charles Dupuy (5)
Pour les articles homonymes, voir Gouvernement Charles Dupuy.
Troisième République
Gouvernement Charles Dupuy IV Gouvernement Pierre Waldeck-Rousseau
Le cinquième gouvernement Charles Dupuy est le gouvernement de la Troisième République en France du 18 février au 12 juin 1899. À la suite de l'élection d'Émile Loubet, Dupuy conserve tous les ministres du gouvernement précédent.

## Composition

### Ministres nommés le 18 février 1899
| Fonction | Fonction                           | Image | Nom           | Parti politique            |
| -------- | ---------------------------------- | ----- | ------------- | -------------------------- |
|          | Président du Conseil des ministres |       | Charles Dupuy | Républicains progressistes |

| Fonction | Fonction | Image | Nom                  | Parti politique                                                 |
| -------- | --- | ----- | -------------------- | --------------------------------------------------------------- |
|          | Ministre de l’Intérieur et des Cultes |       | Charles Dupuy        | Républicains progressistes (légaliste)                          |
|          | Ministre de la Justice |       | Georges Lebret       | Républicains progressistes                                      |
|          | Ministre des Affaires étrangères |       | Théophile Delcassé   | Gauche démocratique (dreyfusard)                                |
|          | Ministre des Finances |       | Paul Peytral         | Gauche démocratique                                             |
|          | Ministre de la Guerre |       | Charles de Freycinet | Gauche républicaine (antidreyfusard)                            |
|          | Ministre de la Marine |       | Édouard Lockroy      | Gauche démocratique (dreyfusard)                                |
|          | Ministre de l'Instruction publique, des Beaux-Arts |       | Georges Leygues      | Gauche démocratique                                             |
|          | Ministre des Travaux publics |       | Camille Krantz       | Association nationale républicaine (Républicains progressistes) |
|          | Ministre de l'Agriculture |       | Paul Delombre        | Association nationale républicaine (Républicains progressistes) |
|          | Ministre du Commerce, de l'Industrie, des postes et télégraphes |       | Albert Viger         | Gauche démocratique                                             |
|          | Ministre des Colonies |       | Antoine Guillain     | Républicains progressistes                                      |
|          | Sous-secrétaire d'État au ministère de l'Intérieur et des Cultes                                                                                                   |       | Jules Legrand        | Association nationale républicaine (Républicains progressistes) |
|          | Sous-secrétaire d'État au ministère du Commerce, de l'Industrie, aux Postes et Télégraphes (spécialement chargé de l'administration des Postes et des Télégraphes) |       | Léon Mougeot         | Gauche démocratique                                             |

### Remaniement du 6 mai 1899
- Cessations des fonctions de Charles de Freycinet, ministre de la Guerre, en opposition avec les prises de positions dreyfusardes du gouvernement.

### Remaniements du 8 mai 1899
| Fonction | Fonction                     | Image | Nom            | Parti politique                                                 |
| -------- | ---------------------------- | ----- | -------------- | --------------------------------------------------------------- |
|          | Ministre de la Guerre        |       | Camille Krantz | Association nationale républicaine (Républicains progressistes) |
|          | Ministre des Travaux publics |       | Jean Monestier | Gauche démocratique                                             |

## Politique menée
Le gouvernement Dupuy, intervenant dans la révision du procès Dreyfus, inquiète les républicains en déposant le projet de dessaisissement de la Chambre criminelle au profit de la Cour de cassation
toutes chambres réunies. La Chambre criminelle est supposée en effet favorable à Dreyfus. La Chambre vota le projet le 10 février, malgré une vive résistance.
Les incidents se multiplient : acquittement de Déroulède le 31 mai à la suite de la tentative putschiste de la Ligue des patriotes le jour des funérailles de Félix Faure, coup de canne du baron Cristiani au président de la République Émile Loubet au champ de courses d’Auteuil le 5 juin.
Le 3 juin, la Cour de Cassation a cassé le jugement du Conseil de guerre condamnant Dreyfus et exige la révision du procès.

## Fin du gouvernement et passation des pouvoirs
Emporté par la crise nationaliste, il démissionne le 12 juin 1899, après avoir été mis en minorité lors d'une interpellation sur la carence de la police à la suite de l'agression du président Loubet, la Chambre se déclarant, dans son ordre du jour, résolue «à ne soutenir qu'un ministère décidé à défendre avec énergie les institutions républicaines ».
Le 13 juin 1899, Émile Loubet désigne Raymond Poincaré pour constituer le futur gouvernement, ce dernier accepte l'offre, mais échoue dans ses négociations.
Le 16 juin 1899, le président charge Pierre Waldeck-Rousseau de composer le futur cabinet, il accepte mais abandonne peu après.
Le 22 juin 1899, contre toute attente, Waldeck-Rousseau parvient à former son gouvernement et succède donc celui de Charles Dupuy.